# Lázaro Dalcourt
Lázaro Dalcourt Martínez (Candelaria, 25 aprile 1971) è un ex calciatore cubano, di ruolo centrocampista.

## Carriera

### Club
Ha sempre giocato nel campionato cubano.

### Nazionale
Ha esordito in Nazionale nel 1996.